# 薩利納斯縣
2°13′S 80°57′W / 2.217°S 80.950°W
薩利納斯縣（西班牙語：Cantón Salinas），是厄瓜多爾的縣份，位於該國西部，由聖埃倫娜省負責管轄，首府設於薩利納斯，始建於1937年12月22日，面積97平方公里，海拔高度24米，2010年人口68,675，人口密度每平方公里707.99人。